# Carpetana (métro de Madrid)
Carpetana est une station de la ligne 6 du métro de Madrid, en Espagne.

## Situation
La station de métro se situe entre Laguna et Oporto.

## Historique
La station Carpetana est ouverte au public le 1er juin 1983 après l'inauguration par Enrique Barón, ministre des transports espagnol, d'une extension de la ligne 6 au-delà du parcours entre Cuatro Caminos et Oporto.
En 2008 et 2009, des travaux de construction d'ascenseurs dans la station permettent la découverte de fossiles remontant au Miocène moyen. Parmi les fossiles sont identifiés Anchitherium ou Amphicyon. Des répliques de certains fossiles sont exposés dans la station de métro,.
La station de métro est fermée à partir du 4 juillet 2015 en raison de travaux d'amélioration des installations qui se déroulent entre les stations Puerta del Ángel et Oporto. Prévus pour se terminer au milieu de mois de septembre, ces travaux s'achèvent dans les délais et le trafic est rétabli le 13 septembre 2015.

## Service des voyageurs

### Intermodalité
La station est en correspondance avec les lignes d'autobus n°17, 25, 55, 119 et N16 du réseau EMT.